# Снежана (бајка)
Снежана или Снежана и седам патуљака је немачка бајка, позната у већем делу Европе, и данас једна од најпознатијих бајки у свету. Браћа Грим су је објавила 1812. у првом издању њихове збирке Дечје и домаће бајке (Бајке браће Грим). Добила је назив   (у данашњој ортографији Schneewittchen), и била је бројно означена као Прича 53. Браћа Грим су завршили коначну верзију приче 1854.
Бајка садржи елементе као што су магично огледалце, отровна јабука, стаклени ковчег и ликове зле краљице и седам патуљака, који су први пут именовани појединачним именима у бродвејској представи Снежана и седам патуљака (1912), а потом су добили различита имена и у Волт Дизнијевом филму из 1937. Снежана и седам патуљака. Причу Браће Грим, која се уобичајено помиње као Снежана, не треба мешати са причом Снежана и Ружица (на немачком Schneeweißchen und Rosenrot), другом бајком коју су сакупили Браћа Грим.
У фолклорној класификацији Арне-Томпсон-Утер (АТУ индексу), приче ове врсте груписане су заједно као тип 709, Снежана. Остале приче ове врсте су Лепа Венеција, Мирсина, Њури Хедиг, Златно дрво и сребрно дрво, Млада робиња и Мала лепотица.

## Инспирација
Научници су теоретисали о могућем пореклу приче, а фолклористи као што су Сигрид Шмит, Џозеф Џејкобс и Кристин Голдберг су приметили да комбинује више мотива који се такође налазе у другим народним причама. Научник Грејем Андерсон упоређује бајку са римском легендом о Хиони, или „Снегу“, забележеној у Овидијевим Метаморфозама.
Током 1980-их и 1990-их, неки немачки аутори су сугерисали да је бајка могла бити инспирисана стварном особом. Екхард Сандер, по занимању учитељ, тврдио је да је инспирација била Маргарета фон Валдек, немачка грофица рођена 1533. године, као и неколико других жена у њеној породици. Карлхајнц Бартелс, фармацеут и научник из Лора на Мајни, града у северозападној Баварској, створио је провокативну теорију да је Снежана била Марија Софија Маргарет Катарина, бароница фон унд цу Ертал, рођена 1725. године. Међутим, озбиљни научници генерално одбацују ове теорије, и професор фолклора Доналд Хас их назива „чистом спекулацијом и сасвим неубедљивим“.

## Варијације
Главне студије традиционалних варијанти Снежане су Ернст Бекленова Студија о Снежани из 1910. године, која је поновно издање педесет варијанти Снежане, и студије Стивена Свона Џонса. У свом првом издању, браћа Грим су објавила верзију коју су прво прикупили, у којој је негативац дела Снежанина љубоморна биолошка мајка. У верзији која је пре првог издања послата једном другом фолклористи, осим тога, она не наређује слуги да је одведе у шуму, већ је сама води тамо да набере цвеће и напушта је; у првом издању овај задатак је пренет на слугу. Верује се да је промена у маћеху у каснијим издањима имала за циљ да се ублажи прича за децу.
Популарна, али санирана верзија приче је амерички анимирани филм Снежана и седам патуљака из 1937. Волта Дизнија. Дизнијева варијација Снежане дала је патуљцима имена и укључивала је Снежану која пева. Дизнијев филм је такође једина верзија у којој се Снежана и њен принц састају пре него што она загризе јабуку; заправо, овај сусрет покреће радњу. Уместо њених плућа и јетре, како пише у оригиналу, краљица тражи од ловца да врати Снежанино срце. Док се помиње срце, оно се никада не приказује у кутији. Снежана је такође старија и зрелија. Њу откривају патуљци након што очисте кућу, не узнемиравајући је. Штавише, у Дизнијевом филму зла краљица само једном покушава да убије Снежану (са отрованом јабуком) и не успева. Она затим умире тако што је пала низ литицу и згњечила ју је камена громада, након што су је патуљци јурили кроз шуму. У оригиналу, краљица је приморана да игра до смрти у усијаним гвозденим папучама.

## Адаптације
- Снежана (1902), амерички изгубљени неми филм из 1902. Представља прву филмску адаптацију бајке браће Грим.[21][22]
- Снежана и седам патуљака (1912), бродвејска представа из 1912. Прва адаптација у којој су додељена имена свим патуљцима.
- Снежана (1916), амерички неми филм из 1916. који је инспирисао Волта Дизнија да направи каснији анимирани филм.[23]

- Снежана(1933), или Бети Бут у Снежани, је кратки анимирани филм из 1933, део Бети Буп серијала.
- Снежана и седам патуљака(1937), анимирани филм Волта Дизнија из 1937. који се сматра најпознатијом адаптацијом бајке. Прославио се као један од првих дугометражних анимираних филмова и као први Дизнијев дугометражни филм.
- Schneewittchen und die sieben Zwerge (1939), немачки филм Хајнца Волфа. Анимирани филм из 1937. није био приказиван у нацистичкој Немачкој, већ је уместо тога била промовисана немачка верзија.[24]
- Бајке браће Грим, јапанска аниме серија премијерно емитована од 1987. до 1989. која укључује причу о Снежани кроз четири получасовне епизоде.
- Снежана и седам патуљака дугометражни цртани филм из 1995. из франшизе Најлепше бајке света. Синхронизацију за српско тржиште је радио Квартет Амиго, а филм је издат на ДВД и ВХС.
- Једном давно, америчка серија која је емитована од 2011. до 2018. Снежана, њен принц (шармантни принц), њихова ћерка Ема Свон и зла краљица су главни ликови.
- Огледалце, огледалце, амерички филм из 2012. са мотивима бајке, али из перспективе зле краљице.
- Снежана и ловац, амерички филм из 2012.
- Ловац и ледена краљица, филм из 2016. који је наставак Снежане и ловца, са Снежаном у мањој улози.
- Снежана (2025), предстојећи играни филм који ће бити издат 2025. као римејк анимираног филма из 1937.